# Koniecpólka
Koniecpólka – struga; dopływ Trześniówki. Koniecpólka wpływa do Trześniówki w okolicach Ślęzaków. Jej źródło znajduje się w okolicach Nowej Dęby i Majdanu Królewskiego. 
15 października 2020 roku w Ślęzakach oddano most znajdujący się na rzece.